# György József
György József (Sátoraljaújhely, 1813. július 13. – Máramarossziget, 1862. december 21.) orvosdoktor, megyei főorvos.

## Élete
Sátoraljaújhelyen született, ahol atyja, György József református lelkész, Kazinczy Ferenc személyes barátja, maga vezette fia nevelését. Középiskoláit Szatmárt és Sárospatakon járta, ahol Kövytől hallgatta a jogtudományokat. Egy évi otthoni joggyakorlata után 1830-ban Pestre ment, hogy a királyi tábla mellett, mint annak felesküdt jegyzője végezze tanulmányait; pár hónap múlva azonban fölvétette magát az orvosi egyetem hallgatói közé. 1835-ben végezte az orvosi tanfolyamot és ekkor mint segédre reá bizatott az egyetemen a növénytannak előadása.  
1836. március 15-én orvosdoktori oklevelet nyert. Alighogy letett az orvosi szigorlatot, gróf Vay Ábrahám gondoskodásából Máramaros vármegye főorvosa lett. Hivatala mellett a megye ásványvizeinek felkutatását és növényvilágának megismerését tűzte ki feladatáúl. A létező forrásokat analizálta és róluk értekezéseket írt az akkori egyetlen orvosi szaklapba, az Orvosi Tárba; gyógyjavaslatokat állapított meg és annyira vitte az ügyet, hogy amikor Tognio doktor 1843-ban a megyét meglátogatta, György József irodalmi munkásságában több mint 170 megyei ásványvíznek szemlélhette részint sorozatba vételét, részint leírását. A növényország átkutatását, példányok gyűjtését Kovács Gyula és Gerenday, részint Vagner Lajos egyetértő működésével gyarapította.  
A Máramaros megyei történet-természettudományi társaság keletkezésének eszméjét már 1849-ben tervezte, ez azonban az akkori politikai események miatt lehetetlenné vált; de az 1872-ben alakult máramarosszigeti múzeum-egylet elsősorban neki köszöni lételét. Nagy előszeretettel dolgozott egy Növénytanon, melyben tetemes megyei flóráját föl akarta használni; górcsövi vizsgálatokat tett az újabb fölfedezések érdekéből a növényfiziologiában; ebbeli fáradozásait azonban az 1859. augusztus 9-ei nagy tűzvész semmivé tette. 